# Puente y presa de Monsin
El puente-presa de Monsin (en francés: Pont-barrage de Monsin) es una pequeña presa coronada por un puente que embalsa el río Mosa en la ciudad de Lieja, Bélgica. Fue inaugurado para la Exposición Internacional de Lieja de 1930 y permitió la sustitución de varias esclusas, regular el curso del río y abastecer una planta hidroeléctrica. Los trabajos comenzaron en el año 1928, con fabricaciones de metal locales realizadas por Cockerill. Fue destruido en parte, el 11 de mayo de 1940, en la batalla de Bélgica.
La presa está coronada por una carretera que une Jupille y el puerto de Lieja.